# Pentobarbital
Pentobarbital, als Natriumsalz Natrium-Pentobarbital (auch Pentobarbital-Natrium), ist ein mittellang wirkendes Barbiturat (Derivat der Barbitursäure). Es wurde in der Humanmedizin als Schlafmittel verwendet und wird in der Tiermedizin zum Einschläfern eingesetzt.

## Geschichte
Im Jahr 1915 meldete die Firma Bayer das Patent für diese Substanz an. Sie wurde unter den Namen Embutal und Nembutal gehandelt. Das Mittel wurde zunächst oral als Hypnotikum verabreicht. J. S. Lundy (Mayo-Klinik) setzte sich 1931 für die Verwendung als intravenöses Schlafmittel ein.

Pentobarbital-Natrium (Natriumsalz von Pentobarbital, CAS-Nr. 57-33-0) –
ohne Stereochemie

## Gewinnung und Darstellung
Pentobarbital ist ein in der Natur nicht vorkommendes synthetisch hergestelltes Derivat der Barbitursäure, das durch Reaktion von Harnstoff mit einem entsprechend alkylierten Diethylmalonat, in diesem Fall 2-Ethyl-2-(1-methyl-butyl)-malonsäurediethylester, hergestellt werden kann:
Pentobarbital gehört aufgrund des am C2-Atom gebundenen Sauerstoffs zu den Oxybarbituraten, sein Thio-Analogon ist Thiopental. Pentobarbital entsteht im Körper auch als Abbauprodukt von Thiopental.

## Eigenschaften

### Physikalische Eigenschaften
Pentobarbital selbst ist nur schwach wasserlöslich; das üblicherweise verwendete Salz Natrium-Pentobarbital ist sehr gut wasserlöslich. Pentobarbital ist leicht löslich in absolutem Ethanol und sehr leicht löslich in Aceton und Methanol.

### Stereochemie
Pentobarbital besitzt ein optisch aktives Zentrum, das heißt, es gibt eine (R)-Form und eine (S)-Form, die sich spiegelbildlich zueinander verhalten. Der Drehwinkel für die Ebene des polarisierten Lichtes (NatriumD-Lampe) der (S)-Form beträgt dabei α20 = −13,19°, die der (R)-Form α20 = +13,13°. Natrium-Pentobarbital besitzt zwei stereogene Zentren, es existieren vier Stereoisomere. Diese unterliegen zusätzlich der Tautomerie (durch Prototropie des Amid-Wasserstoffs).
Bei seiner Synthese allerdings wird Pentobarbital zunächst stets als Racemat, also 1:1-Gemisch beider Enantiomere, erhalten. Die Bedeutung der Enantiomerenreinheit synthetisch hergestellter Wirkstoffe jedoch ist inzwischen ein wichtiges Kriterium bei Arzneimittelprüfungen geworden, da die beiden Enantiomere eines chiralen Arzneistoffes fast immer eine unterschiedliche Pharmakologie und Pharmakokinetik zeigen, was früher aus Unkenntnis über stereochemische Zusammenhänge oft ignoriert wurde.

### Polymorphie
Pentobarbital weist zwei Polymorphe auf; die Form I (Schmelzpunkt: 115 °C) kann beim Erhitzen auf 110 °C in die höher schmelzende Form II übergehen. Beide Formen unterscheiden sich signifikant in der oralen Bioverfügbarkeit. Die Form I weist eine wesentlich höhere Bioverfügbarkeit auf als die Form II.

### Sicherheitshinweise
Pentobarbital wirkt bei Dosierung im 100-Milligramm-Bereich als Hypnotikum (Schlafmittel), in höheren Dosen kann es tödlich wirken. Die letale Dosis für Menschen liegt im Bereich von einigen Gramm, abhängig vom Körpergewicht.

## Wirkmechanismus
Pentobarbital behindert als Vertreter der Barbiturate die Freisetzung von Acetylcholin, Noradrenalin und Glutamat im Körper. Es geht eine Interaktion mit GABA-Rezeptoren ein. In niedriger Dosis verlängert der Arzneistoff die Bindung der γ-Aminobuttersäure (GABA). Bei höherer Dosierung kommt es zu einer stärkeren neuronalen Chloridleitfähigkeit, wodurch die Membran hyperpolarisiert und es schließlich zu einer Reduktion der neuronalen Erregbarkeit kommt.
Bei Überdosierung kommt es dann zu einer Abflachung der Atmung, der sogenannten Atemdepression, die durch Beeinträchtigung des Atemzentrums im Gehirn ausgelöst wird.

## Analytik
Die zuverlässige qualitative und quantitative Bestimmung von Pentobarbital gelingt nach angemessener Probenvorbereitung durch Kopplung der HPLC mit der Massenspektrometrie.

## Anwendung

### Schlafmittel für Menschen
Früher wurde Pentobarbital, ähnlich wie beispielsweise Heptabarbital, Cyclobarbital und Aprobarbital, in der Humanmedizin als Durchschlafmittel verwendet. Die mittlere Dosis lag für Erwachsene zwischen 100 und 200 mg. Die Substanz kann zu psychischer und körperlicher Abhängigkeit führen. Beim plötzlichen Absetzen des Medikamentes kann es vor allem bei höheren Dosierungen – ähnlich wie beim Alkoholismus – zu einem Delirium tremens kommen. Barbituratabhängige müssen einen langsamen Entzug durchmachen, da ein abrupter Entzug zu epileptischen Anfällen und Kollapszuständen führen kann. Bei einer Überdosis lähmt Pentobarbital das Atemzentrum und führt zum Tod durch Sauerstoffunterversorgung des Gehirns.
Heute wird Pentobarbital nicht mehr als Schlafmittel eingesetzt. Aufgrund der beschriebenen Risiken und Nebenwirkungen wird es in der Humanmedizin nur noch nach strenger Indikationsstellung und Ausschöpfen anderer Maßnahmen im Bereich der Behandlung und Anfallsprophylaxe von epileptischen Anfällen angewandt.

### Als Tötungsmittel

#### Hilfsmittel bei Sterbehilfe und Suizid
Von einigen Sterbehilfeorganisationen, wie z. B. Exit oder Dignitas, wird Pentobarbital verwendet, um mit einer Überdosis eine tödliche Barbituratintoxikation herbeizuführen. In der Schweiz kann dieses Mittel prinzipiell von jedem Arzt verschrieben werden, doch nur sehr wenige Apotheken waren 2016 bereit, dieses zu beschaffen – obwohl die Kantonsapotheker dazu Richtlinien erlassen haben. Ein Schweizer Apotheker berichtete 2022, dass Pentobarbital bei der Suizidbegleitung sowohl oral als auch intravenös verabreicht wird und dass inzwischen eine Dosis von 15 g Pentobarbital benutzt wird, da bei niedrigeren Dosen in einigen Fällen der Tod erst nach bis zu zehnstündigem Koma eintrat.
In Deutschland war die Verschreibung eines Mittels zum Zweck des Suizids bis zum gegenteiligen Urteil des Bundesverfassungsgerichts am 26. Februar 2020 untersagt. Zuvor urteilte das Bundesverwaltungsgericht im März 2017, dass für schwer und unheilbar Kranke in Extremfällen Ausnahmen gemacht werden müssen. Auch nach dem Urteil des Bundesverfassungsgerichts lehnte das Bundesinstitut für Arzneimittel und Medizinprodukte auf Anweisung des damaligen Gesundheitsministers Jens Spahn (CDU) alle Bezugsanträge ab. Im Februar 2022 lehnte das Oberverwaltungsgericht für das Land Nordrhein-Westfalen die Klagen dreier schwerkranker Menschen, die beim Bundesinstitut für Arzneimittel und Medizinprodukte Zugang zu Pentobarbital beantragt hatten, mit dem Hinweis ab, es gebe auch andere Wege, das Recht auf selbstbestimmtes Sterben zu realisieren. Im November 2023 folgte eine entsprechende Entscheidung des Bundesverwaltungsgerichts. Als Alternativmittel wird daher teilweise das verschreibungsfähige Thiopental eingesetzt, das aber im Gegensatz zu Pentobarbital oral nicht wirksam ist und die vorherige Anlage eines intravenösen Zugangs erforderlich macht.
In Österreich ist Natrium-Pentobarbital seit 2022 das alleinige zulässige Präparat für Personen mit einer Sterbeverfügung. Es wird in einer Dosis von 15 g oral gemeinsam mit dem Antiemetikum Metoclopramid (um eventuellen Brechreiz zu unterdrücken) verschrieben.

#### Hinrichtungen in den USA
Da der US-amerikanische Konzern Hospira im Herbst 2010 Lieferschwierigkeiten für das bisher bei Hinrichtungen durch die Giftspritze benutzte Thiopental meldete und im Januar 2011 Produktion und Vertrieb komplett einstellte, waren die US-Bundesstaaten, die die Todesstrafe anwendeten, gezwungen, andere Mittel einzusetzen.
Am 16. Dezember 2010 wurde Pentobarbital in den USA erstmals zur Vollstreckung der Todesstrafe verwendet, als der verurteilte John David Duty in Oklahoma mit einer Kombination von drei Medikamenten (Pentobarbital, Vecuroniumbromid, Kaliumchlorid) hingerichtet wurde. Bei der Hinrichtung von Johnnie Roy Baston in Ohio am 10. März 2011 kam Pentobarbital erstmals als alleiniges Mittel zum Einsatz.
Der einzige Hersteller des Medikaments, die dänische Firma Lundbeck, erlaubt die Nutzung zur Exekution nicht. Es wird vermutet, dass US-amerikanische Behörden die Eigenherstellung bei sogenannten compounding pharmacies in Auftrag geben.
Gegenwärtig (Stand: Oktober 2022) wird Pentobarbital von neun Bundesstaaten (Arizona, Georgia, Idaho, Kentucky, Louisiana, Missouri, North Carolina, South Dakota (als Alternative), Texas) sowie von der US-Bundesregierung als alleiniges Präparat und von fünf Bundesstaaten (Indiana, Montana, Oregon, Pennsylvania, South Dakota) in Kombination mit weiteren Medikamenten als Hinrichtungsmittel vorgesehen. Das Protokoll der Bundesregierung aus 2019 sieht eine intravenöse Injektion von zweimal 2,5 g Natrium-Pentobarbital vor. 2021 kam Pentobarbital bei sieben von elf Hinrichtungen zum Einsatz.

#### Einschläfern von Tieren
In der Veterinärmedizin wird Pentobarbital durch intravenöse oder intraperitoneale Injektion zum schmerzlosen und sicheren Einschläfern (= Töten) von Klein- und Großtieren verwendet, wobei das wasserlösliche Natriumsalz (Pentobarbital-Natrium) zum Einsatz kommt. Die Tiere fallen schnell in einen tiefen Schlaf, der bei Gleichwarmen rasch, schmerz- und reflexlos und ohne deutliche Exzitationen in den Tod durch Herz- und Atemstillstand übergeht.
Pentobarbital darf in der Schweiz nicht bei Tieren eingesetzt werden, die zur Gewinnung von Lebensmitteln dienen. In der EU dürfen der Lebensmittelgewinnung dienende Tiere nicht mit Pentobarbital behandelt werden, das Fleisch mit Pentobarbital euthanasierter Tiere darf nicht zum Konsum freigegeben werden. Zu beachten ist weiterhin, dass mit Pentobarbital eingeschläferte Tiere sicher von dem Zugriff für Raubtiere und Vögel entsorgt werden müssen, da sie zu sekundären Vergiftungen führen können.

## Handelsnamen
- Humanmedizin: Nembutal (USA)
- Tiermedizin: Eutha (D), Euthadorm (D), Euthanimal (D), Euthoxin (D), Exagon (D), Narcoren (D), Narkodorm (D), Release (D)[33]